# Artur Porto de Melo e Faro
Artur Porto de Melo e Faro GCB (Rio de Janeiro, Santo António, 18 de Agosto de 1866 – Lisboa, Santa Isabel, 13 de Dezembro de 1945), 1.º Conde de Monte Real, foi um empresário agrícola e comercial e filantropo português.

## Família
Filho de José Dionísio de Melo e Faro e de sua mulher Amélia Augusta Pereira da Silva Porto.

## Biografia
Súbdito Português, Diplomado com o Curso Superior de Comércio e com o Curso Consular, foi antigo Funcionário Primeiro-Oficial do Ministério da Fazenda, Fundador e Diretor de várias Companhias e grandes Empresas financeiras, etc., Vice-Governador do Banco Nacional Ultramarino e do Banco de Angola, Presidente do Conselho Fiscal da Companhia dos Tabacos, grande Capitalista e Proprietário, assim como generoso filantropo, Grã-Cruz da Ordem de Benemerência a 18 de Julho de 1938, etc.
O título de 1.º Conde de Monte Real foi-lhe concedido, em uma vida, por Decreto de D. Carlos I de Portugal de 21 de Outubro de 1907. Armas: escudo esquartelado, o 1.º de Azevedo, o 2.º de Faro, o 3.º de Noronha e o 4.º de Meneses; timbre: de Azevedo; Coroa de Conde.

## Casamento e descendência
Casou em Lisboa, Estrela, a 27 de Julho de 1910 com Laura Cardoso Diogo da Silva (Lisboa, Sacramento, 26 de Junho de 1877/1890 - Lisboa, Lapa, 28 de Janeiro de 1966), Grande-Oficial da Ordem da Instrução Pública a 9 de Janeiro de 1959, filha de Luís Diogo da Silva e de sua mulher Maria da Nazaré Cardoso e Silva, da qual teve dois filhos e uma filha: 
- José Luís Cardoso Pereira da Silva de Melo e Faro, morreu criança, e o seu nome foi dado à Creche de Cascais, piedosa instituição de seus pais, que grandes serviços presta às crianças pobres da Vila
- Maria da Luz Cardoso Pereira da Silva de Melo e Faro (Lisboa, Lapa, 17 de Abril de 1914 - Lisboa, Lapa, 23 de Abril de 1967), casada em Lisboa, Lapa, a 2 de Abril de 1936 com Diogo de Vilhena Maldonado Passanha (Ferreira do Alentejo, Ferreira do Alentejo, 27 de Junho de 1913 - Lisboa, 29 de Agosto/Setembro de 1984), grande Lavrador e Proprietário, do qual foi primeira mulher e do qual teve dez filhos e filhas
- Jorge Cardoso Pereira da Silva de Melo e Faro (Lisboa, 31 de Julho de 1916 - ?), que usou o título de 2.º Conde de Monte Real